# Gabriele Pépe
Gabriele Pépe of Pepe (Monopoli, 4 december 1899 – Rome, 15 september 1971) was hoogleraar Middeleeuwse studies aan de universiteit van Bari van 1949 tot 1966.

## Levensloop

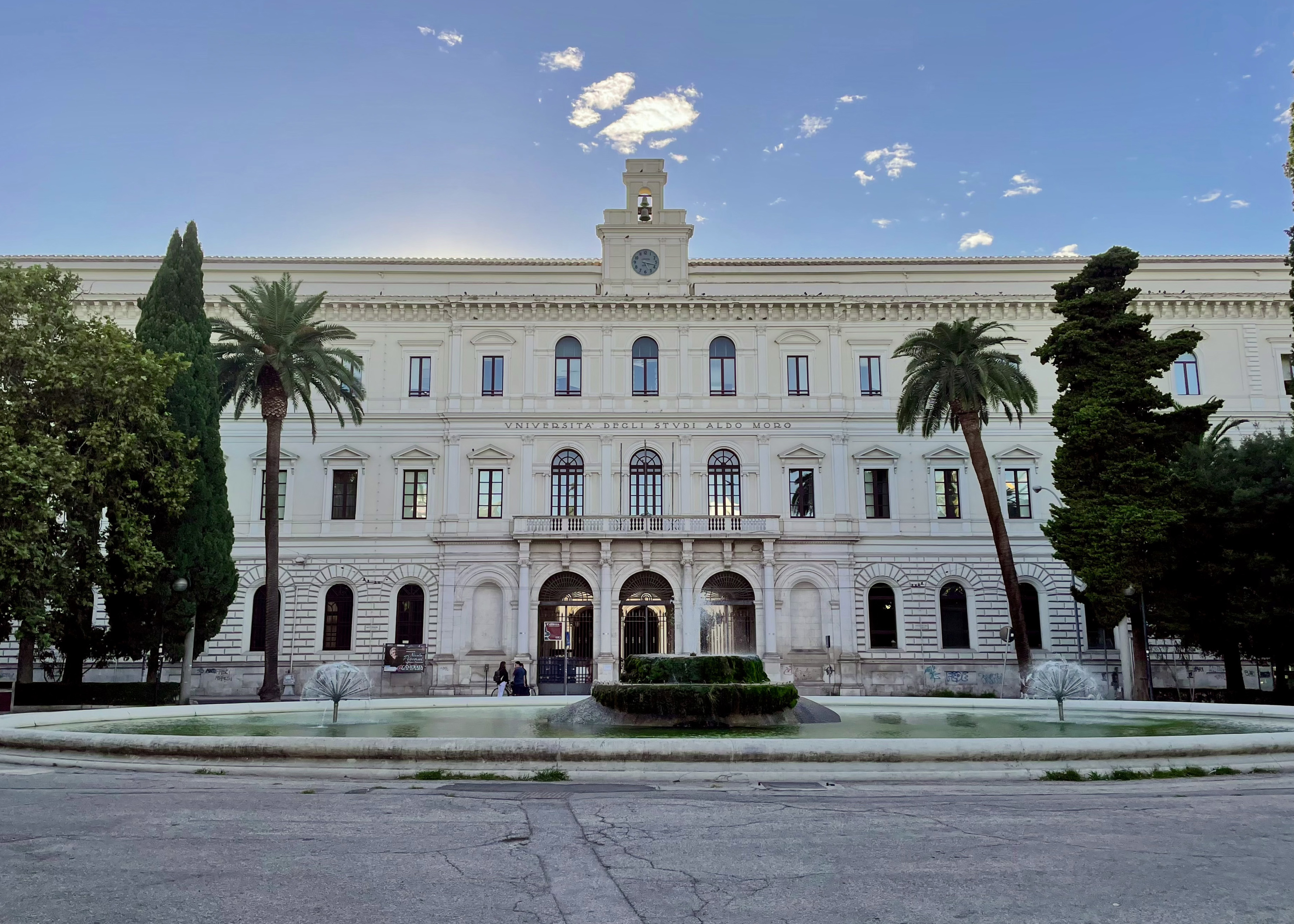
Universiteit van Bari, Italië

Tijdens de Eerste Wereldoorlog werd Pépe, student aan de universiteit van Napels, opgeroepen onder de wapens (1917). Hij was gekazerneerd in Caserta. In 1921 studeerde Pépe af in de Letteren. Aanvankelijk was hij leraar, onder meer in de abdijscholen van Monte Cassino en Assisi, en in het Lyceum Cavour in Rome. In de jaren 1930 werkte hij voor de tijdschriften Civiltà Moderna en La Nuova Italia in Rome. In 1945-1946 zetelde hij als liberaal afgevaardigde in de Consultatieve Raad in Rome. Deze Raad onder leiding van graaf Carlo Sforza sloot het koninkrijk Italië af in voorbereiding op de Republiek (1946). Nadien stapte Pépe over naar de Italiaanse Socialistische Partij.
In 1949 verwierf hij de leerstoel Middeleeuwse studies aan de universiteit van Bari. Hij bleef er hoogleraar gedurende 17 jaar. Hij stelde zich kritisch op ten overstaan van de Spaans-katholieke invloed in Zuid-Italië; in het bijzonder over de inbreng van de Spaanse Borgiapaus, dus na de Middeleeuwen. 
Naast zijn academisch werk was hij actief binnen de Italiaanse Socialistische Partij; hij verzorgde antiklerikale standpunten voor de partij. Hij was voorzitter van de Vereniging voor niet-confessioneel onderwijs van 1946 tot 1958.

## Selectie van publicaties
- Lo stato ghibellino di Federico II (1938). In dit werk ontwikkelde hij het concept van het 'geweten' van keizer Frederik II, die in zwaar conflict was met de paus in Rome.
- Il Medio Evo barbarico d’Italia (1941). In dit werk schreef Pépe aan de heilige Benedictus van Nursia een belangrijke rol toe: Benedictus ontwikkelde het concept West-Europa, een concept los van Byzantium in het Oosten.
- La politica dei Borgia (1946)
- Il Medio Evo barbarico in Europa (1949). Voor Pépe was paus Gregorius de Grote de belangrijkste persoon uit de middeleeuwen.
- Il Mezzogiorno d’Italia sotto gli Spagnoli (1952)
- Un problema storico : Carlo Magno (1952)
- Pane e terra nel Sud (1954)
- Francesco d’Assisi tra Medio Evo e Rinascimento (1965). Een vervolg op dit boek zou behandelen wat de Franciscanen wilden hervormen in de Roomse Kerk. Dit vervolg kwam er niet meer.